# Stack Exchange Network
Stack Exchange est un réseau de sites anglophones de questions et réponses à édition collaborative, chacun traitant d'un thème particulier. Deux exemples sont les sites Stack Overflow, dont le thème est la programmation informatique, et Ask Ubuntu(en), qui offre des réponses aux problèmes rencontrés sur le système d'exploitation Ubuntu.
Le réseau a été conçu sur le modèle de Stack Overflow, pionnier du réseau : les utilisateurs peuvent poser des questions et soumettre des réponses. Ils sont ensuite récompensés par les autres utilisateurs par un système de vote, permettant d'approuver (vote up) ou de sanctionner (vote down) l'utilisateur via des points de « karma », nommées réputation sur le réseau. Ainsi, les réponses de meilleure qualité sont mises en avant par leurs nombres de votes. De la même façon, les utilisateurs les plus actifs et apportant du contenu de qualité se voient attribuer un nombre de points important, via ces votes.
Le système de réputation permet aux sites d'être modérés par leurs membres avec peu d'actions de la part des administrateurs. Toutes les questions et réponses des utilisateurs sont placées sous licence Creative Commons Attribution-ShareAlike 3.0 Unported, permettant une réutilisation de façon similaire à Wikipédia.
Au 11 juin 2014, le réseau regroupe 122 sites et plus de 5,6 millions d'utilisateurs. Au début de 2025 on compte 182 sites et quelque 100 millions de visiteurs par mois.

## Histoire
En 2008, Joel Spolsky et Jeff Atwood créent Stack Overflow, un site de questions et réponses pour les problèmes liés à la programmation informatique. En 2009, ils lancent de nouveaux sites, basés sur le même modèle : Server Fault pour les questions autour de l'administration système et Super User pour les questions autour de l'utilisation de l'ordinateur (notamment Linux).
En septembre 2009, la société Fog Creek Software (en) sort une version beta de la plate-forme Stack Exchange. Le nom du service se base sur un jeu de mots en anglais par rapport à stock exchange, qui signifie « bourse (des valeurs) » et évoque une notion d'échange, tandis que le mot stack (que l'on retrouve également dans Stack Overflow) signifie « pile » et possède un sens informatique précis.
Le but initial de la plateforme est de fournir à d'autres communautés un site similaire à Stack Overflow pour leurs besoins, contre un abonnement mensuel. Fog Creek Software se charge alors de l'hébergement et de l'infrastructure, pour un coût mensuel à partir de 129 $ pour les sites avec moins d'un million de visiteurs, jusqu'à 2 500 $ pour les plus gros clients. Ce service ne rencontre cependant pas de succès, avec des communautés peu actives et une obligation d'avoir une entité capable de financer le coût au sein de la communauté, pas forcément évident dans le monde du libre.
En mai 2010, Stack Overflow, devenu une entreprise à part entière, effectue une levée de fonds de 6 millions de dollars via Union Square Ventures (en) et d'autres investisseurs. Le réseau Stack Exchange change alors de stratégie et souhaite désormais créer ses propres sites, via un vote des membres de sa communauté. Ce système est encore en place aujourd'hui, via l'espace Area 51, où chacun peut voter pour les futurs sites qu'il souhaite voir apparaître. Ce système permet à l'équipe de visualiser quels thèmes ont une communauté assez active pour avoir un espace dédié et pouvant attirer du contenu de qualité.
En novembre 2010, Stack Exchange s'ouvre à d'autres domaines que l'informatique, avec notamment des sites sur la physique, les mathématiques ou la cuisine,. Le réseau affiche alors 33 sites web attirant 1,5 million d'utilisateurs et maintenus par 27 employés. Le réseau se finance désormais via la publicité.
Au 17 août 2012, le réseau regroupait 88 sites et plus de 2,1 millions d'utilisateurs.

## Spécificités du réseau
Chaque site du réseau permet de poser des questions sur le thème ciblé. De la même façon, tous les utilisateurs peuvent alors répondre librement de façon plus ou moins complète. Par la suite, les utilisateurs peuvent voter pour les questions et les réponses qui leur semblent pertinentes. Ces votes influent sur la visibilité des messages : une réponse avec le plus de votes positifs sera affichée en haut de page et les réponses avec aucun vote, voire des votes uniquement négatifs sont reléguées en bas de page.
La personne ayant posé la question peut également accepter une des réponses, afin de notifier les futurs lecteurs que c'est ce contenu qui l'a aidé. Cette réponse se place alors en première position en haut de la page (les réponses peuvent aussi être triées par date, par vote et par activité). Il est également possible de mettre à jour les messages des autres utilisateurs, afin de garder le contenu à jour.

Le réseau fait en sorte d'obtenir une réponse claire et universelle : les questions d'opinions ou pouvant générer des discussions ou plusieurs réponses sont ainsi en général proscrites.
Les actions de votes permettent de faire gagner des points, appelés réputation, aux auteurs des réponses et questions approuvées. Ce « karma » permet à l'utilisateur d'obtenir plus de droits de modération sur le site et de contribuer ainsi à l'auto organisation de la communauté : « We don’t run this site. The community does. ». C'est également une façon pour les utilisateurs de se démarquer et de montrer leur engagement et leur expertise dans un domaine : une réputation importante sur un site du réseau montre que de nombreux utilisateurs approuvent les contributions de cette personne.
Les utilisateurs peuvent connecter leurs comptes entre les différents sites du réseau, et leur expérience se traduit par l'attribution de points de « karma » et de badges, sortes de récompenses délivrées selon certaines conditions.

## Techniques utilisées
Stack Exchange utilise essentiellement des techniques Microsoft : le serveur web IIS, Microsoft SQL Server ainsi que le framework ASP.NET framework. L'ensemble des sites sont basés sur le même code source, hormis Area51 qui est dérivé où il n'y a pas de réelles questions/réponses. Plusieurs outils libres sont également déployés, comme Redis, HAProxy et ElasticSearch.